# Międzybrodzie Bialskie
Międzybrodzie Bialskie est une localité polonaise de la gmina de Czernichów, située dans le powiat de Żywiec en voïvodie de Silésie.